# Santha Kumari
Vellaala Subbamma (más conocida como Santhakumari) (n. 17 de mayo de 1920 - 16 de enero del 2006), fue una actriz de cine y cantante india. Estaba casada con el director de cine telugu y productor, P. Pullaiah.

## Biografía
Vellaala Subbamma nació en la ciudad de Proddatur, (Distrito de Kadapa, Andhra Pradesh), hija de Sreenivasa Rao y Pedda Narasamma. Su padre era actor y su madre era una cantante de música clásica. Santhakumari aprendió música clásica y violín bajo la dirección del profesor P. Sambamurthy, quien fue un compañero de clase de DK Pattammal. Ella se unió a una compañía de teatro y fue la artista oficial de AIR a la edad de dieciséis años. Llegó a Madrás (actual Chennai) para continuar una carrera musical. Encontró empleo en el "Vidyodaya School", con una remuneración de 2 rupias por mes. Cantó junto al director de música, S. Rajeswara Rao para AIR.

## Carrera cinematográfica
Santhakumari debutó para el cine telugu con Mayabazar (también conocido como Sasirekhaa Parinayam) en 1936. Al año siguiente formó parte del elenco de Sarangadhara, una película que fue dirigida por P. Pullaiah, a quien conoció y se casó con el ese mismo año.
La pareja inauguró su propia productora llamada Padmasree Pictures, que lleva el nombre de su hija Padma, para algunas de sus películas, tuvo éxito como Jayabheri (1959), Sri Venkateswara Mahatyam (1960) y Preminchi Choodu (1965). Santhakumari actuó en la mayoría de las películas que se produjeron con su esposo, como Shavukaru (1950), Ardhangi (1955), Sri Venkateswara Mahatyam (1960), Shanti Nivasam (1960) y Ramudu Bheemudu (1964).

## Filmografía
| Año  | Película                   | Idioma | Créditos                    | Caracteres                      |
| ---- | -------------------------- | ------ | --------------------------- | ------------------------------- |
| 1936 | Sasirekha Parinayam        | Telugu | Actress                     | Sasirekha                       |
| 1937 | Sarangadhara               | Telugu | Actress and playback singer | Chitrangi                       |
| 1938 | Bhakta Jayadeva            | Telugu | Actress                     |                                 |
| 1939 | Balaji                     | Telugu | Actress and playback singer | Consort of Venkateswara         |
| 1941 | Dharmapatni                | Telugu | Actress and playback singer |                                 |
|      | Parvati Kalyanam           | Telugu | Actress                     |                                 |
| 1943 | Krishna Prema              | Telugu | Actress and playback singer | Radha                           |
| 1945 | Mayalokam                  | Telugu | Actress and playback singer |                                 |
| 1948 | Baktha Jana                | Tamil  | Actress                     |                                 |
| 1949 | Gunasundari Katha          | Telugu | Actress                     | Rupasundari                     |
| 1950 | Shavukaru                  | Telugu | Actress and playback singer | Santhi                          |
| 1952 | Dharmadevata               | Telugu | Actress                     | Kathyayini                      |
| 1953 | Ponni                      | Tamil  | Actress                     |                                 |
| 1955 | Ardhangi                   | Telugu | Actress and playback singer |                                 |
| 1955 | Pennin Perumai             | Tamil  | Actress                     |                                 |
| 1957 | Sarangadhara               | Telugu | Actress                     | Queen Rathnangi                 |
| 1958 | Sarangadhara               | Tamil  | Actress                     | Queen Rathnangi                 |
| 1958 | Bommai Kalyanam            | Tamil  | Actress                     | Thangam                         |
| 1958 | Bommala Pelli              | Telugu | Actress                     |                                 |
| 1959 | Jayabheri                  | Telugu | Actress                     | Annapoorna                      |
| 1959 | Kalaivanan                 | Tamil  | Actress                     | Annapoorna                      |
| 1960 | Sri Venkateswara Mahatmyam | Telugu | Actress                     | Vakula                          |
| 1960 | Vidivelli                  | Tamil  | Actress                     | Chandru's Mother                |
| 1962 | Siri Sampadalu             | Telugu | Actress                     |                                 |
| 1962 | Policekaran Magal          | Tamil  | Actress                     |                                 |
| 1964 | Ramudu Bheemudu            | Telugu | Actress                     |                                 |
| 1965 | Preminchi Choodu           | Telugu | Actress                     |                                 |
| 1967 | Prana Mithrulu             | Telugu | Actress                     | Jagadamba                       |
| 1970 | Akka Chellelu              | Telugu | Actress                     | Mother of Judge Ramachandra Rao |
| 1970 | Talla Pellamma             | Telugu | Actress                     |                                 |
| 1971 | Prem Nagar                 | Telugu | Actress                     |                                 |
| 1972 | Koduku Kodalu              | Telugu | Actress                     |                                 |
| 1972 | Vasantha Maligai           | Tamil  | Actress                     | Anand and Vijay's mother        |
| 1976 | Secretary                  | Telugu | Actress                     |                                 |
| 1979 | Muttaiduva                 | Telugu | Actress                     |                                 |